# (35147) 1993 FD9
1993 FD9 (asteroide 35147) é um asteroide da cintura principal. Possui uma excentricidade de 0.28630010 e uma inclinação de 23.90173º.
Este asteroide foi descoberto no dia 17 de março de 1993 por UESAC em La Silla.